# 検土杖
検土杖（けんどじょう）とは、土壌に深く差し込んで、その直下の土中を調査するための金属製の道具。ボーリング棒や、ボーリング・ステッキ（boring stick）とも呼ばれる。

## 概要
T字形の杖状で、先端（採土部）は金属製の円筒形になっており、人力あるいは落錐の重みで採土部を地面に深く差し込んで土壌を採取する。土壌学や地質学、考古学などの分野で使用される。